# Jeux panaméricains de 1991
Navigation
Édition précédente Édition suivante
Les XIe Jeux panaméricains ont eu lieu du 2 au 18 août 1991 à La Havane à Cuba. 4 519 athlètes représentant 39 nations étaient aux prises dans 32 sports. Le bowling fait sa première apparition dans ces Jeux.

## Nations participantes
- ANT
- AHO
- ARG
- Aruba
- BAH
- BAR
- Belize
- BER
- BOL
- BRA
- IVB
- CAN
- CAY
- CHI
- COL
- CRC
- CUB
- ESA
- ECU
- GRN
- GUA
- GUY
- HAI
- HON
- JAM
- MEX
- NCA
- PAN
- PAR
- PER
- PUR
- DOM
- VIN
- SUR
- TRI
- URU
- USA
- VEN
- ISV

## Sports
| - Athlétisme (résultats) - Aviron - Baseball - Basket-ball - Bowling - Boxe (résultats) - Canoë-kayak - Cyclisme (résultats) - Équitation - Escrime - Football - Gymnastique - Handball - Haltérophilie - Hockey sur gazon - Judo | - Lutte - Natation - Natation synchronisée - Pentathlon moderne - Plongeon - Racquetball - Roller - Softball - Taekwondo - Tennis (résultats) - Tennis de table - Tir à l'arc - Tir sportif - Voile - Volley-ball - Water polo - Badminton (sport de démonstration) Ski nautique (sport de démonstration) Triathlon (sport de démonstration) |

## Tableau des médailles
| Rang | Nation | Or  | Argent | Bronze | Total |
| ---- | ------ | --- | ------ | ------ | ----- |
| 1    | CUB    | 140 | 62     | 63     | 265   |
| 2    | USA    | 130 | 125    | 97     | 352   |
| 3    | CAN    | 22  | 46     | 59     | 127   |
| 4    | BRA    | 21  | 21     | 37     | 79    |
| 5    | MEX    | 14  | 23     | 38     | 75    |
| 6    | ARG    | 11  | 15     | 29     | 55    |
| 7    | COL    | 5   | 15     | 21     | 41    |
| 8    | VEN    | 4   | 14     | 20     | 38    |
| 9    | PUR    | 3   | 13     | 11     | 27    |
| 10   | CHI    | 2   | 1      | 7      | 10    |
| 11   | JAM    | 2   | 1      | 5      | 8     |
| 12   | SUR    | 1   | 2      | 1      | 4     |
| 13   | TRI    | 1   | 1      | 0      | 2     |
| 14   | CRC    | 1   | 0      | 1      | 2     |
| 15   | DOM    | 0   | 5      | 4      | 9     |
| 16   | GUA    | 0   | 1      | 5      | 6     |
| 17   | NCA    | 0   | 1      | 2      | 3     |
| 18=  | ECU    | 0   | 1      | 1      | 2     |
| 18=  | BAH    | 0   | 1      | 1      | 2     |
| 20=  | URU    | 0   | 1      | 0      | 1     |
| 20=  | PAN    | 0   | 1      | 0      | 1     |
| 20=  | BOL    | 0   | 1      | 0      | 1     |
| 23   | PER    | 0   | 0      | 3      | 3     |
| 24=  | ISV    | 0   | 0      | 2      | 2     |
| 24=  | GUY    | 0   | 0      | 2      | 2     |
| 26   | HAI    | 0   | 0      | 1      | 1     |